# 볼가핀족

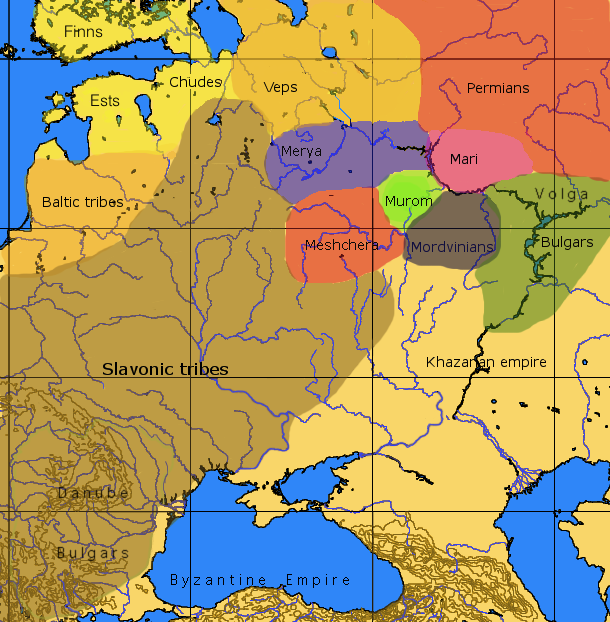

볼가 핀족(Volga Finns)은 볼가강 유역과 주변 지역에 살며 우랄어족 언어를 쓰던 역사적 민족들이다. 현대에 남아있는 것은 마리인과 모르드빈인(에르자인, 목샤인 포함)이고 메랴인, 무롬인, 메쇼라인은 근세 이전에 루스인에 동화되어 사라졌다.

## 같이 보기
- 발트핀족
- 페름족